# Heerlijkheid Houtem
De heerlijkheid Houtem was het oudste en voornaamste leengoed van Ramsdonk. Het was gekend in de twaalfde eeuw en hoorde aan de heren van Grimbergen. Op de Carte particuliere des environs de Lier et de Malines uit de periode 1795 tot 1813 in de Franse tijd, staat het als een plaatsnaam met een kasteel iets ten noorden van Ramsdonk. 
Heden staat er het kasteel van Houtem met domein van veertien hectare.